# District de Yesan
Le district de Yesan est un district de la province du Chungcheong du Sud, en Corée du Sud.

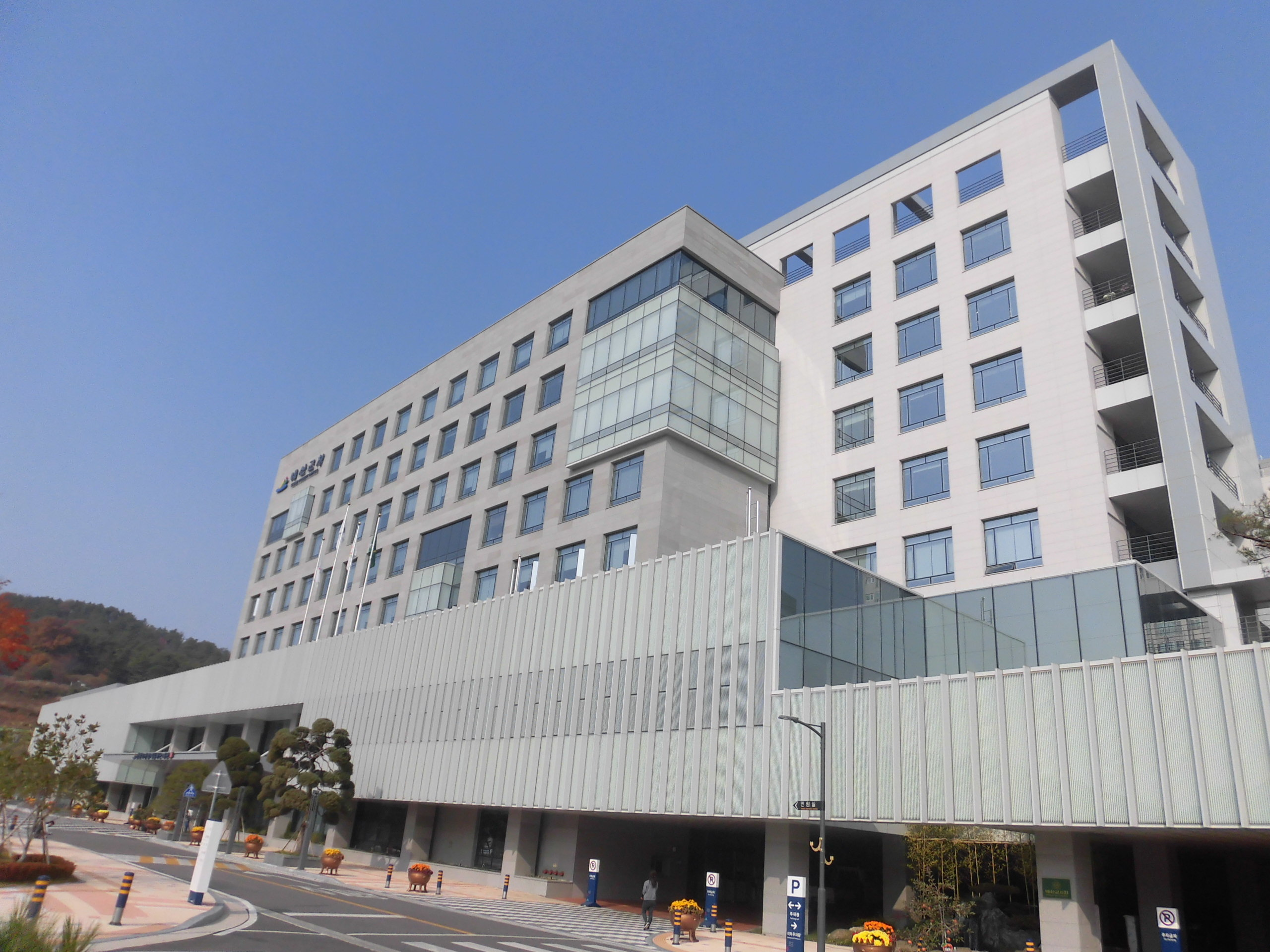
Bureau de Yesan-gun

## Personnalités liées
- Yoon Dae-nyeong, auteur